# Henri Karjalainen
Henri Mikael Karjalainen (* 19. Februar 1986) ist ein finnischer Rennfahrer.

## Karriere
2000 begann Karjalainen seine Motorsportkarriere im Kartsport, den er bis 2003 ausübte. In den folgenden beiden Jahren war Karjalainen in der deutschen Formel BMW aktiv und erzielte insgesamt fünf Punkte. 2006 wechselte der Finne nach Asien und startete sowohl in der asiatischen Formel 3, als auch in der asiatischen Formel Renault Meisterschaft, in der er mit einem Renn-Sieg den vierten Gesamtrang belegte. 2007 blieb Karjalainen in der asiatischen Formel 3 und sicherte sich mit fünf Siegen in 13 Rennen den Vizemeistertitel. Nachdem sich sein Landsmann Markus Niemelä eine Schulterverletzung zugezogen hatte, durfte Karjalainen als Ersatz in Istanbul für BCN Competición starten. 2008 wechselte Karjalainen nach Nordamerika in die Formel Atlantic und wurde 17. in der Gesamtwertung.
2009 startete Karjalainen in der wiederbelebten Formel 2 und belegte am Saisonende den 15. Gesamtrang. Außerdem nahm er an einigen Rennen verschiedener Formel-Renault-Meisterschaften teil und gewann ein Rennen der finnischen Formel Renault.

## Karrierestationen
- 2000–2003: Kartsport
- 2004: Deutsche Formel BMW
- 2005: Deutsche Formel BMW (Platz 20)
- 2006: Asiatische Formel Renault (Platz 4)
- 2007: Asiatische Formel 3 (Platz 2); GP2-Serie
- 2008: Formel Atlantic (Platz 17)
- 2009: Formel 2 (Platz 15)

| Personendaten    | Personendaten             |
| ---------------- | ------------------------- |
| NAME             | Karjalainen, Henri        |
| ALTERNATIVNAMEN  | Karjalainen, Henri Mikael |
| KURZBESCHREIBUNG | finnischer Autorennfahrer |
| GEBURTSDATUM     | 19. Februar 1986          |